# Taxodium ascendens
Taxodium ascendens, conocido como ciprés de los pantanos o ciprés de los estanques, es una especie de la familia de las Cupresáceas originaria del sudeste de Estados Unidos, desde las costas de Carolina del Norte al sudeste de Luisiana. Muchos botánicos la tratan como una variedad del ciprés calvo, Taxodium distichum (como T. distichum var. imbricarium) más que como una sp. distinta, pero difiere en ecología, estando más en ríos barrosos, pantanos, sin depósitos limnosos. Comparado con T. distichum, sus hojas son más cortas (3-10 mm de largo), más finas y los tallos tienden a ser más erectos; los conos también más chicos, no más de 25 mm de diámetro. La corteza es más gris pálido. Como el ciprés calvo, crece en el agua con un crecimiento peculiar llamado rodillas del ciprés; son proyecciones leñosas abajo del agua, de las raíces.

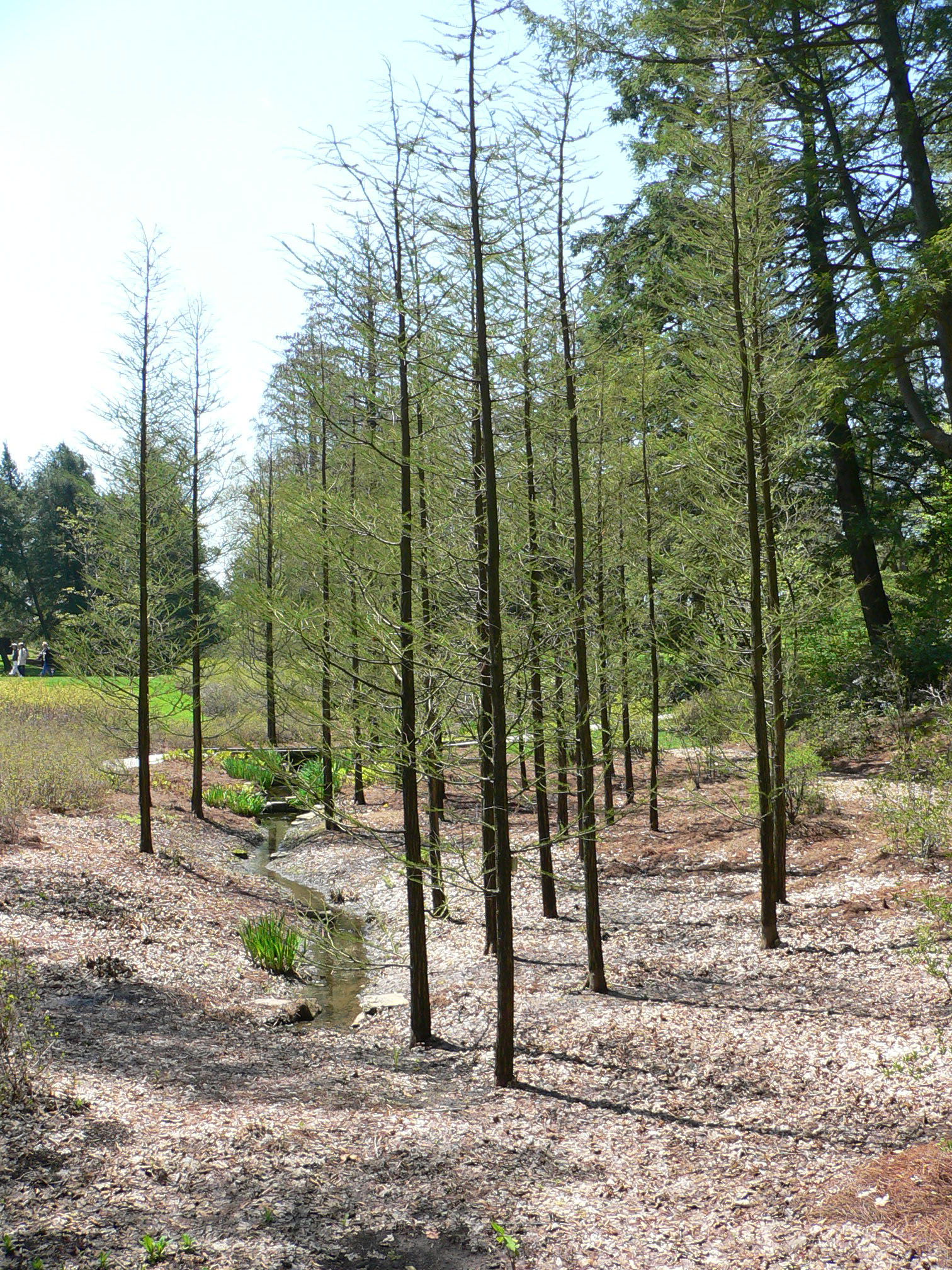
Árboles cultivados jóvenes en Longwood Gardens
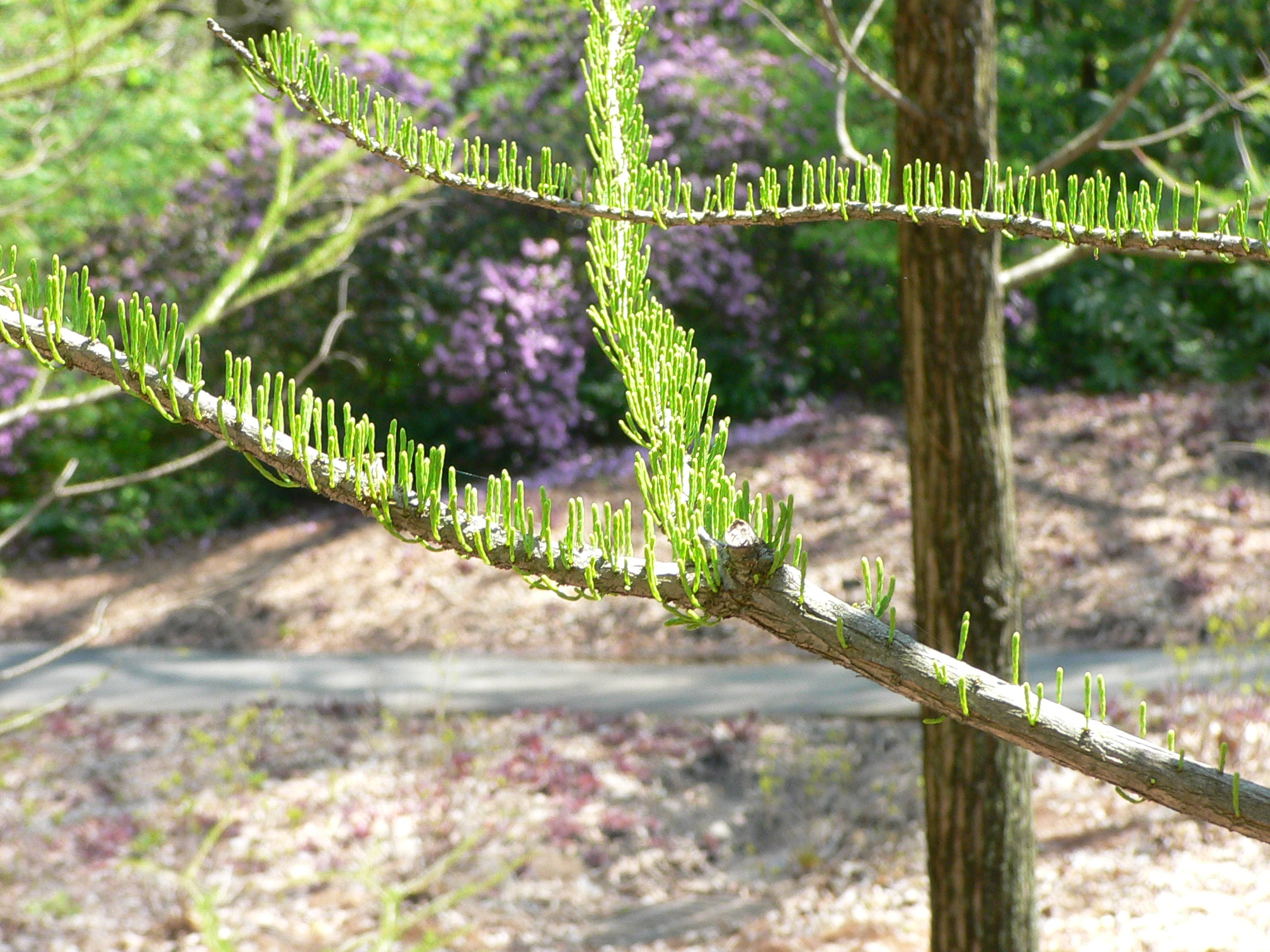
Follaje primaveral, Longwood Gardens